# بيلي لويس بروكس
بيلي لويس بروكس (بالإنجليزية: Billy Brooks)‏ هو معلم موسيقى وموسيقي أمريكي، ولد في 1943.

## وصلات خارجية
- بيلي لويس بروكس على موقع ميوزك برينز (الإنجليزية)
- بيلي لويس بروكس على موقع ديسكوغز (الإنجليزية)